# Nøgle hus spejl
|  | Denne artikel er oprettet af botten PalnaBot ud fra en ekstern database. Den kan derfor have sproglige fejl eller mangler. Denne skabelon kan fjernes efter kontrol af indholdet. |

Nøgle hus spejl er en film instrueret af Michael Noer efter manuskript af Anders Frithiof August.

## Handling
Lily og Max har været gift i mere end 50 år. De bor nu på plejehjem sammen, hvor Max kan få professionel pleje efter en voldsom hjerneblødning. Lily har længe tilsidesat sine egne behov og længes efter nærhed. Da en mand, kendt som "Piloten" flytter ind ved siden af, bliver Lily charmeret af hans livsglæde. Men hverken hendes familie eller de andre beboere på plejehjemmet kan acceptere hendes nye ven. Misforstået af sin familie og fanget på plejehjemmet med Max, beslutter Lily sig for at flygte fra sit usynlige fængsel og kæmpe for retten til at bestemme over sit eget liv.